# NGC 1155
NGC 1155 is een lensvormig sterrenstelsel in het sterrenbeeld Eridanus. Het hemelobject werd op 15 december 1876 ontdekt door de Franse astronoom Édouard Jean-Marie Stephan.

## Synoniemen
- PGC 11233
- MCG -2-8-35
- MK 1064
- IRAS02557-1033